# ヘーラルト・トホーフト
ヘーラルト・トホーフト（オランダ語: Gerardus ("Gerard") 't Hooft オランダ語発音: [ˌɣeːrɑrt ət ˈɦoːft]、1946年7月5日 - ）は、オランダの理論物理学者。1999年、電弱相互作用の量子構造の解明によりノーベル物理学賞をマルティヌス・フェルトマンと受賞した。トフーフトとも表記される

## 来歴
デン・ヘルダー出身。大おじにノーベル物理学受賞者のフリッツ・ゼルニケ、おじに理論物理学者のニコラス・ファン・カンペンがいる。
1971年、当時ユトレヒト大学のフェルトマンの研究室の大学院生であったトホーフトは、ゲージ理論によって弱い力と電磁気力を統一しようとする試みに残されていた課題を、フェルトマンから与えられて1年あまりで解決した。量子色力学、超ひも理論の発展させる重要な業績となった。翌年に物理学のPh.D.を取得。CERNのフェロー研究員となり、1974 年にユトレヒト大学助教授就任、1976年にスタンフォード大学講師、1978年ユトレヒト大学教授。1987年から翌年までボストン大学のサバティカル教授。
指導学生にダイクラーフ・ヴァッファ理論のロベルト・ダイクラーフがいる。
彼にちなんで小惑星9491番に「トホーフト」という名が与えられたが、「Thooft」とミススペリングされて登録されてしまった。

## 主な受賞歴
- 1979年 - ハイネマン賞数理物理学部門
- 1981年 - ウルフ賞物理学部門
- 1983年 - ピウス11世メダル
- 1986年 - ローレンツメダル
- 1995年 - フランクリン・メダル、スピノザ賞
- 1999年 - ノーベル物理学賞[2]、オスカル・クラインメダル、高エネルギー・素粒子物理学賞
- 2010年 - ロモノーソフ金メダル
- 2021年 - マルセル・グロスマン賞
- 2025年 - 基礎物理学ブレイクスルー賞特別賞